# Tanypus photophilus
Tanypus photophilus är en tvåvingeart som först beskrevs av Jean-Jacques Kieffer 1910.  Tanypus photophilus ingår i släktet Tanypus och familjen fjädermyggor. Inga underarter finns listade i Catalogue of Life.